# Vera Konstantinovna

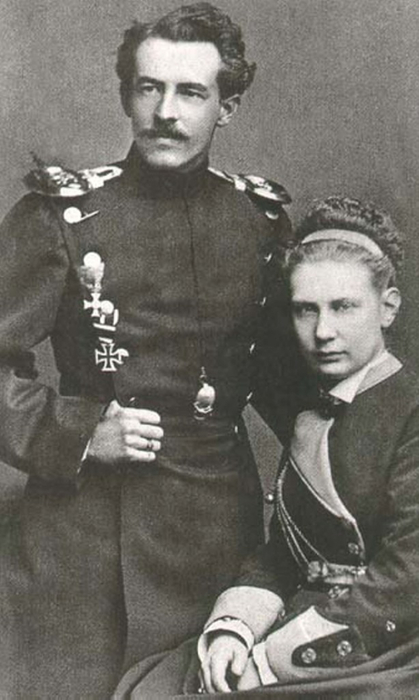
Vera med sin fästman Eugen av Württemberg

Vera Konstantinova Romanova, född 16 februari 1854 i Sankt Petersburg, död 11 april 1912 i Stuttgart, ursprungligen storfurstinna av Ryssland, var en prinsessa av Württemberg , som adoptivdotter till kung Karl I av Württemberg och sin faster Olga Nikolajevna Romanova

## Biografi
Vera Konstantinovna var dotter till storfursten Konstantin Nikolajevitj av Ryssland och Alexandra av Sachsen-Altenburg och bodde från 1861 i Polen, där hennes far var guvernör. Som barn led hon av fruktansvärda temperamentsutbrott och kunde anfalla och attackera människor, varför hennes föräldrar inte tyckte sig kunna hantera henne. Hon blev vid nio års ålder, 1863, skickad till sin faster drottning Olga av Württemberg, och adopterades 1871 av det barnlösa paret. Vera blev så småningom botad från sina psykiska besvär och lycklig med sin nya familj. 
1874 gifte hon sig med hertig Eugen av Württemberg (1846-1877); äktenskapet hade arrangerats av hennes adoptivföräldrar så att hon skulle kunna stanna i Württemberg, och tycktes vara trivsamt. De fick barnen Karl Eugen och tvillingarna Elsa och Olga. Hennes man dog tre år efter giftermålet; officiellt angavs att han ramlat av från en häst, men den verkliga orsaken var troligen att han dödats vid en duell, något som tystades ned av hovet. Olga gifte aldrig om sig. 
Hon besökte ofta Ryssland, och var till exempel närvarande vid kröningen av Nikolaj II av Ryssland 1896, men hon uppfattade Württemberg som sitt hemland och konverterade 1909 till protestantismen. 
Olga var precis som sin adoptivmor populär bland allmänheten för sitt sociala engagemang; hon grundade trettio olika välgörenhetsinrättningar, bland andra de så kallade Vera-hemmen för prostituerade kvinnor.